# Acraea orineta
Acraea orineta är en fjärilsart som beskrevs av Eltringham 1912. Acraea orineta ingår i släktet Acraea och familjen praktfjärilar. Inga underarter finns listade i Catalogue of Life.